# Богатырёвка (Дагестан)
Богатырёвка — село в Республике Дагестан. Входит в состав городского округа «город Махачкала». Подчинён Кировской районной администрации города Махачкала.

## Географическое положение
Селение расположено в 17 км к северо-западу от города Махачкала и в 8 км к западу от побережья Каспийского моря.

## История
Селение было образовано в начале XX века. Первыми его жителями были переселенцы из Украины. Первоначально село называлось Царедаровка. 
В 1923 году село было переименовано в Коркмасовку, в честь Дж. Коркмасова. В 1937 году постановлением президиума ВЦИК селение Коркмасовка переименовано в Богатырёво, в память о другом революционере — Алибеке Богатырёве.
Во время коллективизации и предвоенные годы в село переселялись жители сёл Шамхал-Янги-Юрт и Шамхал.

## Население
| 1926 | 1939 | 1970 | 1989  | 2002  | 2010  | 2021  |
| ---- | ---- | ---- | ----- | ----- | ----- | ----- |
| 408  | ↗571 | ↗808 | ↗1098 | ↗2082 | ↗3186 | ↗4685 |

Национальный состав
По данным Всероссийской переписи населения 2021 года:
| Народ      | Численность, чел. | Доля от всего населения, % |
| ---------- | ----------------- | -------------------------- |
| аварцы     | 4044              | 86,32 %                    |
| кумыки     | 354               | 7,56 %                     |
| даргинцы   | 88                | 1,88 %                     |
| русские    | 82                | 1,75 %                     |
| другие     | 84                | 1,79 %                     |
| не указано | 33                | 0,70 %                     |
| всего      | 4685              | 100 %                      |

По данным Всесоюзной переписи населения 1926 года, в селе проживало 408 чел., из которых: русские — 210 чел. (51,5 %), украинцы — 194 чел. (47,5 %), другие — 4 чел. (1,) %).

## Религия
В 1907 году была построена и освящена церковь во имя Покрова Пресвятой богородицы.
В 2018 году была начата стройка Центральной Джума мечети села Богатырёвка.

## Образование
В селе действует МБОУ № 43.

## Улицы
В селе одиннадцать улиц — Перова, Гагарина, Г. Цадасы, Имама Шамиля (ранее Ленина), Авиационная, Артезианская, Макаренко, М. Гаджиева, Степная, Тахтарова и Набережная.

## Уроженцы
- Илья Федорович Тахтаров — участник ВОВ, Герой Советского Союза